# ヒュー・カーター・ジュニア
ヒュー・カーター・ジュニア（Hugh Carter Jr., 1942年9月29日 - 2023年7月23日）は、アメリカ合衆国の実業家である。第39代アメリカ合衆国大統領のジミー・カーターの又従兄弟である彼はその補佐官を務め、いとこのチープ（Cousin Cheap）やいとこのチープ（Cousin Chief）といった愛称がつけられてた。

## 生涯
カーターはジョージア州アメリカスで母のルース（Ruth）とジョージア州上院議員である父のヒュー・カーターとのあいだに生まれた。彼はアール・カーターの兄弟のアルトン・カーター（Alton Carter）の孫である。彼はジョージア工科大学に通い、1964年にインダストリアル・エンジニアリングの学位を得た。またウォートン・スクールにも通い、1968年に経営学の修士号を得た。
カーターは1960年代から1970年代にかけてジョン・H・ハーランド・カンパニーに勤務した。
1977年に又従兄弟のジミー・カーターがアメリカ合衆国大統領に就任すると彼は特別補佐官として働くように要請され、それを引き受けた。カーター政権下での彼は特別補佐官としてホワイトハウスの予算管理に貢献した。
カーターは2023年7月23日にフロリダ州タンパの自宅で80歳で亡くなった。